# Still Cyco After All These Years
Still Cyco After All These Years es el sexto álbum de la banda Suicidal Tendencies, lanzado en 1993. El álbum está compuesto por canciones regrabadas del álbum debut de la banda de 1983, Suicidal Tendencies ; regrabaciones de "War Inside My Head" y "A Little Each Day" del segundo álbum de la banda, Join the Army ; y "Don't Give Me Your Nothin'", que se lanzó anteriormente como cara B de " Send Me Your Money ".

## Información del álbum
El álbum fue grabado entre 1989 y 1990 durante las sesiones de Lights...Camera...Revolution!. Contenía las canciones del álbum debut homónimo de la banda de 1983. El líder Mike Muir estaba molesto con Frontier Records, el sello independiente que lanzó el álbum debut de Suicidal Tendencies, por varios problemas de regalías y publicación. Como Muir no tenía los derechos para reeditar el debut, volvió a grabar las canciones para publicarlas a través de Epic Records. Se lanzaron sencillos de Still Cyco After All These Years para "Institutionalized" y "I Saw Your Mommy". Se hicieron videos musicales para "Institutionalized" y "War Inside My Head" (anteriormente disponible en 1990 VHS Lights... Camera... Suicidal).
- Esta obra contiene una traducción  derivada de «Still Cyco After All These Years» de Wikipedia en inglés, publicada por sus editores bajo la Licencia de documentación libre de GNU y la Licencia Creative Commons Atribución-CompartirIgual 4.0 Internacional..[1]